# Cerveza del Puerto
La Cerveza del Puerto es una marca de cerveza artesanal creada en la ciudad chilena de Valparaíso en 2003. Su fábrica se ubica en la Calle Blanco 1136, en el Barrio Puerto.

## Historia
La cervecería fue creada en 2003 como un pequeño emprendimiento del argentino Fernando Magnatera, dedicado al mundo gastronómico, y el ingeniero civil bioquímico Andrés Arancibia, experto en fermentación.
Sus primeras cervezas fueron la pale ale, amber ale y porter, conocidas respectivamente como «Barba rubia», «Barba roja» y «Barba negra», debido a los piratas que figuraban originalmente en sus etiquetas.
Para 2013 ya tenían cuatro nuevas variedades de cervezas (bohemian lager, strong ale, scottish amber ale, robust porter y dunkel weizen), su producción aumentó de cuatro mil litros a treinta mil litros en verano, e ingresaron al negocio de la venta por retail, instalándose en diversas cadenas de supermercados a lo largo del país.
En 2016, la empresa sumó nuevos socios y renovó su marca.

## Premios
- 2016: Medalla de oro en la Copa Cervezas de América (Cerveza del Puerto Bohemian Lager)[2]
- 2016: Medalla de oro en la primera Copa de Cerveceros de Valparaíso (Cerveza del Puerto Amber Ale)[2]